# آنتونلا بلوتی
آنتونلا بلوتی (ایتالیایی: Antonella Bellutti؛ زادهٔ ۷ نوامبر ۱۹۶۸) دوچرخه‌سوار اهل ایتالیا بود.
وی در مسابقات کشوری و بین‌المللی در مجموع برندهٔ ۲ مدال طلا، ۱ مدال نقره، ۱ مدال برنز شده‌است.